# زالجاس زوماجولوف
زالجاس زوماجولوف (مواليد 29 أغسطس 1988) هو مُقاتل فنون قتالية مختلطة كازاخستاني.

## وصلات خارجية
- زالجاس زوماجولوف على موقع يو إف سي (الإنجليزية)
- زالجاس زوماجولوف على موقع شيردوغ (الإنجليزية)
- زالجاس زوماجولوف على موقع Tapology.com (الإنجليزية)
- زالجاس زوماجولوف على موقع فايت ماتريكس (الإنجليزية)